# Daniel Blendulf
Daniel Per Rune Blendulf, född 3 augusti 1981 i Österhaninge församling, Stockholms län, är en svensk cellist och dirigent.

## Biografi
Daniel Blendulf började som cellist och studerade för Torleif Thedéen och Heinrich Schiff. Han framträdde som solist med orkestrar som Sveriges Radios symfoniorkester och Kungliga Filharmonikerna.
Men karriären tog en ny riktning när dirigenten Jorma Panula inspirerade honom att börja studera dirigering 2005. Han har dirigerat bland andra Sveriges Radios Symfoniorkester, Stockholm Sinfonietta och Norrköpings Symfoniorkester, Han dirigerar även opera och har gjort Faust av Charles Gounod på Folkoperan i Stockholm och Don Pasquale av Donizetti på Kungliga Operan i Stockholm.  
Daniel Blendulf är gift med den nederländska violinisten Janine Jansen.

## Priser och utmärkelser
- 2005 – Gevalias musikpris
- 2008 – Svenska Dirigentpriset
- 2009 – Crusellstipendiet